# Liste de tripoints
Cet article recense les tripoints internationaux.

## Méthodologie
Les listes suivantes prennent en compte les tripoints situés sur terre ou sur des eaux intérieures.
Les pays concernés sont les 193 pays dont l'indépendance est généralement reconnue. Sont également listés la bande de Gaza, la Cisjordanie et le Sahara occidental, régions où la souveraineté d'aucun État particulier ne fait consensus. En revanche, les États sécessionnistes dont l'indépendance n'est pas globalement reconnue (comme par exemple le Kosovo) ne sont pas cités. Dans les cas où les frontières entre États (non sécessionnistes) sont disputées, la ligne de contrôle de facto est prise en compte.
Les revendications territoriales en Antarctique ne sont pas non plus prises en compte. Si c'était le cas, elles formeraient un heptapoint au pôle Sud.

## Liste

### Par tripoint

#### Afrique
L'Afrique compte 59 tripoints internationaux.
Le triplet Afrique du Sud — Mozambique — Eswatini possède deux tripoints distincts, au nord-est et au sud-est de l'Eswatini.
| Pays n° 1           | Pays n° 2           | Pays n° 3          | Localisation                    | Coordonnées                  |
| ------------------- | ------------------- | ------------------ | ------------------------------- | ---------------------------- |
| Afrique du Sud      | Botswana            | Namibie            |                                 | 24° 45′ 10″ S, 20° 00′ 00″ E |
| Afrique du Sud      | Botswana            | Zimbabwe           |                                 | 22° 11′ 50″ S, 29° 21′ 40″ E |
| Afrique du Sud      | Mozambique          | Eswatini           | Nord                            | 25° 57′ 10″ S, 31° 58′ 55″ E |
| Afrique du Sud      | Mozambique          | Eswatini           | Sud                             | 26° 50′ 20″ S, 32° 08′ 00″ E |
| Afrique du Sud      | Mozambique          | Zimbabwe           | Crook's Corner, Pafuri Triangle | 22° 25′ 15″ S, 31° 18′ 30″ E |
| Algérie             | Libye               | Niger              |                                 | 23° 31′ 35″ N, 11° 58′ 30″ E |
| Algérie             | Libye               | Tunisie            |                                 | 30° 14′ 30″ N, 9° 34′ 30″ E  |
| Algérie             | Mali                | Mauritanie         |                                 | 24° 59′ 50″ N, 4° 49′ 55″ O  |
| Algérie             | Mali                | Niger              |                                 | 19° 08′ 05″ N, 4° 14′ 35″ E  |
| Algérie             | Maroc               | Sahara occidental  |                                 | 27° 39′ 45″ N, 8° 40′ 10″ O  |
| Algérie             | Mauritanie          | Sahara occidental  |                                 | 27° 17′ 50″ N, 8° 40′ 20″ O  |
| Angola              | Namibie             | Zambie             |                                 | 17° 38′ 20″ S, 23° 25′ 40″ E |
| Angola              | Rép. dem. du Congo  | Rép. du Congo      | Cabinda                         | 4° 38′ 45″ S, 13° 06′ 05″ E  |
| Angola              | Rép. dem. du Congo  | Zambie             |                                 | 10° 53′ 30″ S, 23° 59′ 40″ E |
| Bénin               | Burkina Faso        | Niger              |                                 | 11° 54′ 10″ N, 2° 24′ 20″ E  |
| Bénin               | Burkina Faso        | Togo               |                                 | 10° 59′ 45″ N, 0° 54′ 40″ E  |
| Bénin               | Niger               | Nigeria            |                                 | 11° 41′ 50″ N, 3° 36′ 20″ E  |
| Botswana            | Namibie             | Zambie             |                                 | 17° 47′ 30″ S, 25° 15′ 45″ E |
| Botswana            | Zambie              | Zimbabwe           |                                 | 17° 47′ 50″ S, 25° 16′ 20″ E |
| Burkina Faso        | Côte d'Ivoire       | Ghana              |                                 | 9° 29′ 20″ N, 2° 41′ 25″ O   |
| Burkina Faso        | Côte d'Ivoire       | Mali               |                                 | 10° 26′ 05″ N, 5° 31′ 10″ O  |
| Burkina Faso        | Ghana               | Togo               |                                 | 11° 08′ 15″ N, 0° 08′ 40″ O  |
| Burkina Faso        | Mali                | Niger              |                                 | 14° 59′ 20″ N, 0° 13′ 50″ E  |
| Burundi             | Rép. dem. du Congo  | Rwanda             | Rusizi                          | 2° 45′ 00″ S, 29° 19′ 10″ E  |
| Burundi             | Rép. dem. du Congo  | Tanzanie           | Lac Tanganyika                  | 4° 26′ 50″ S, 29° 23′ 25″ E  |
| Burundi             | Rwanda              | Tanzanie           |                                 | 2° 25′ 05″ S, 30° 33′ 50″ E  |
| Cameroun            | Gabon               | Guinée équatoriale |                                 | 2° 10′ 25″ N, 11° 20′ 10″ E  |
| Cameroun            | Gabon               | Rép. du Congo      | Lélé                            | 2° 10′ 10″ N, 13° 17′ 50″ E  |
| Cameroun            | Nigeria             | Tchad              | Lac Tchad                       | 13° 46′ 40″ N, 14° 52′ 30″ E |
| Cameroun            | Rép. centrafricaine | Rép. du Congo      |                                 | 2° 13′ 10″ N, 16° 11′ 25″ E  |
| Cameroun            | Rép. centrafricaine | Tchad              |                                 | 7° 31′ 50″ N, 15° 30′ 45″ E  |
| Côte d'Ivoire       | Guinée              | Liberia            |                                 | 7° 33′ 20″ N, 8° 28′ 20″ O   |
| Côte d'Ivoire       | Guinée              | Mali               |                                 | 10° 10′ 30″ N, 7° 58′ 45″ O  |
| Djibouti            | Érythrée            | Éthiopie           |                                 | 12° 27′ 15″ N, 42° 23′ 50″ E |
| Djibouti            | Éthiopie            | Somalie            |                                 | 10° 59′ 00″ N, 42° 57′ 50″ E |
| Égypte              | Libye               | Soudan             |                                 | 22° 00′ N, 25° 00′ E         |
| Érythrée            | Éthiopie            | Soudan             |                                 | 14° 15′ 35″ N, 36° 33′ 40″ E |
| Éthiopie            | Kenya               | Somalie            |                                 | 3° 58′ 40″ N, 41° 54′ 00″ E  |
| Éthiopie            | Kenya               | Soudan             | Triangle d'Ilemi                | 4° 59′ 30″ N, 35° 19′ 40″ E  |
| Guinée              | Guinée-Bissau       | Sénégal            |                                 | 12° 40′ 35″ N, 13° 42′ 40″ O |
| Guinée              | Liberia             | Sierra Leone       |                                 | 8° 29′ 05″ N, 10° 17′ 15″ O  |
| Guinée              | Mali                | Sénégal            |                                 | 12° 24′ 50″ N, 11° 22′ 50″ O |
| Kenya               | Ouganda             | Soudan             |                                 | 4° 12′ 45″ N, 33° 59′ 50″ E  |
| Kenya               | Ouganda             | Tanzanie           | Lac Victoria                    | 0° 59′ 35″ S, 33° 55′ 30″ E  |
| Libye               | Niger               | Tchad              |                                 | 23° 08′ 20″ N, 14° 59′ 45″ E |
| Libye               | Soudan              | Tchad              |                                 | 19° 30′ 35″ N, 24° 00′ 00″ E |
| Malawi              | Mozambique          | Tanzanie           |                                 | 11° 34′ 15″ S, 34° 57′ 45″ E |
| Malawi              | Mozambique          | Zambie             |                                 | 14° 25′ 01″ S, 33° 12′ 30″ E |
| Malawi              | Tanzanie            | Zambie             |                                 | 9° 24′ 15″ S, 32° 57′ 10″ E  |
| Mali                | Mauritanie          | Sénégal            |                                 | 14° 45′ 30″ N, 12° 14′ 20″ O |
| Mozambique          | Zambie              | Zimbabwe           |                                 | 15° 37′ 05″ S, 30° 25′ 15″ E |
| Niger               | Nigeria             | Tchad              | Lac Tchad                       | 13° 42′ 40″ N, 13° 38′ 00″ E |
| Ouganda             | Rép. dem. du Congo  | Rwanda             |                                 | 1° 23′ 30″ S, 29° 35′ 40″ E  |
| Ouganda             | Rép. dem. du Congo  | Soudan             |                                 | 3° 29′ 15″ N, 30° 51′ 10″ E  |
| Ouganda             | Rwanda              | Tanzanie           |                                 | 1° 37′ 30″ S, 30° 28′ 40″ E  |
| Rép. centrafricaine | Rép. dem. du Congo  | Rép. du Congo      |                                 | 3° 28′ 20″ N, 18° 38′ 10″ E  |
| Rép. centrafricaine | Rép. dem. du Congo  | Soudan             |                                 | 5° 10′ 00″ N, 27° 27′ 50″ E  |
| Rép. centrafricaine | Soudan              | Tchad              |                                 | 10° 55′ 50″ N, 22° 52′ 50″ E |
| Rép. dem. du Congo  | Tanzanie            | Zambie             | Lac Tanganyika                  | 8° 13′ 25″ S, 30° 46′ 35″ E  |

#### Amérique
L'Amérique compte 15 tripoints internationaux : 13 sont situés en Amérique du Sud, 2 en Amérique centrale et aucun en Amérique du Nord.
| Pays n° 1 | Pays n° 2 | Pays n° 3 | Localisation                      | Coordonnées                  |
| --------- | --------- | --------- | --------------------------------- | ---------------------------- |
| Argentine | Bolivie   | Chili     | Zapaleri                          | 22° 48′ 30″ S, 67° 10′ 40″ O |
| Argentine | Bolivie   | Paraguay  |                                   | 22° 14′ 40″ S, 62° 38′ 45″ O |
| Argentine | Brésil    | Paraguay  | Triple frontière                  | 25° 35′ 35″ S, 54° 35′ 35″ O |
| Argentine | Brésil    | Uruguay   |                                   | 30° 00′ 00″ S, 57° 55′ 00″ O |
| Belize    | Guatemala | Mexique   | Tripoint Belize-Guatemala-Mexique | 17° 48′ 45″ N, 89° 08′ 55″ O |
| Bolivie   | Brésil    | Paraguay  |                                   | 20° 09′ 40″ S, 58° 09′ 35″ O |
| Bolivie   | Brésil    | Pérou     |                                   | 10° 57′ 00″ S, 69° 34′ 15″ O |
| Bolivie   | Chili     | Pérou     | Visviri                           | 17° 35′ 40″ S, 69° 28′ 55″ O |
| Brésil    | Colombie  | Pérou     | Tres Fronteras                    | 4° 13′ 00″ S, 69° 56′ 00″ O  |
| Brésil    | Colombie  | Venezuela |                                   | 1° 13′ 40″ N, 66° 52′ 10″ O  |
| Brésil    | France    | Suriname  | Guyane                            | 2° 17′ 10″ N, 54° 32′ 00″ O  |
| Brésil    | Guyana    | Suriname  |                                   | 5° 12′ 05″ N, 60° 44′ 05″ O  |
| Brésil    | Guyana    | Venezuela | Mont Roraima                      | 5° 11′ 00″ N, 60° 46′ 00″ O  |
| Colombie  | Équateur  | Pérou     |                                   | 0° 54′ 10″ S, 75° 17′ 30″ O  |
| Guatemala | Honduras  | Salvador  |                                   | 14° 25′ 20″ N, 89° 21′ 00″ O |

#### Asie
L'Asie compte 49 tripoints internationaux.
Plusieurs triplets d'États possèdent deux tripoints distincts. C'est le cas de :
- Arménie — Azerbaïdjan — Iran (du fait de l'enclave azérie du Nakhitchevan)
- Bhoutan — Inde — République populaire de Chine (à l'ouest et à l'est du Bhoutan)
- Cisjordanie — Israël — Jordanie (au nord et au sud de la Cisjordanie)
- Inde — Népal — République populaire de Chine (à l'ouest et à l'est du Népal)
- Mongolie — République populaire de Chine — Russie (à l'ouest et à l'est de la Mongolie)

| Pays n° 1       | Pays n° 2           | Pays n° 3    | Localisation                        | Coordonnées                   |
| --------------- | ------------------- | ------------ | ----------------------------------- | ----------------------------- |
| Afghanistan     | Chine               | Pakistan     |                                     | 37° 14′ 10″ N, 74° 52′ 45″ E  |
| Afghanistan     | Chine               | Tadjikistan  |                                     | 37° 20′ 50″ N, 74° 34′ 15″ E  |
| Afghanistan     | Iran                | Pakistan     | Zahedan                             | 29° 51′ 40″ N, 60° 53′ 00″ E  |
| Afghanistan     | Iran                | Turkménistan |                                     | 35° 36′ 45″ N, 61° 16′ 35″ E  |
| Afghanistan     | Ouzbékistan         | Tadjikistan  |                                     | 37° 11′ 05″ N, 67° 47′ 20″ E  |
| Afghanistan     | Ouzbékistan         | Turkménistan |                                     | 37° 20′ 50″ N, 66° 31′ 35″ E  |
| Arabie saoudite | Émirats arabes unis | Oman         |                                     | 22° 41′ 50″ N, 55° 12′ 55″ E  |
| Arabie saoudite | Irak                | Jordanie     |                                     | 32° 09′ 20″ N, 39° 12′ 00″ E  |
| Arabie saoudite | Irak                | Koweït       |                                     | 29° 06′ 15″ N, 46° 33′ 30″ E  |
| Arabie saoudite | Oman                | Yémen        |                                     | 19° 08′ 20″ N, 52° 16′ 41″ E  |
| Arménie         | Azerbaïdjan         | Géorgie      |                                     | 41° 18′ 05″ N, 45° 25′ 01″ E  |
| Arménie         | Azerbaïdjan         | Iran         | Est                                 | 38° 52′ 40″ N, 46° 32′ 55″ E  |
| Arménie         | Azerbaïdjan         | Iran         | Ouest                               | 38° 50′ 40″ N, 46° 08′ 20″ E  |
| Arménie         | Azerbaïdjan         | Turquie      |                                     | 39° 42′ 50″ N, 44° 46′ 15″ E  |
| Azerbaïdjan     | Géorgie             | Russie       |                                     | 41° 54′ 00″ N, 46° 24′ 05″ E  |
| Arménie         | Géorgie             | Turquie      |                                     | 41° 07′ 45″ N, 43° 28′ 15″ E  |
| Azerbaïdjan     | Iran                | Turkménistan | Mer Caspienne                       | Contesté                      |
| Azerbaïdjan     | Iran                | Turquie      |                                     | 39° 37′ 40″ N, 44° 48′ 30″ E  |
| Azerbaïdjan     | Kazakhstan          | Russie       | Mer Caspienne                       | Contesté                      |
| Azerbaïdjan     | Kazakhstan          | Turkménistan | Mer Caspienne                       | Contesté                      |
| Bande de Gaza   | Égypte              | Israël       |                                     | 31° 13′ 10″ N, 34° 16′ 05″ E  |
| Bangladesh      | Birmanie            | Inde         |                                     | 21° 58′ 35″ N, 92° 36′ 30″ E  |
| Bhoutan         | Chine               | Inde         | Est                                 | 27° 45′ 35″ N, 91° 39′ 30″ E  |
| Bhoutan         | Chine               | Inde         | Ouest                               | 27° 17′ 25″ N, 88° 55′ 45″ E  |
| Birmanie        | Chine               | Inde         |                                     | 28° 12′ 40″ N, 97° 21′ 05″ E  |
| Birmanie        | Chine               | Laos         |                                     | 21° 33′ 55″ N, 101° 09′ 25″ E |
| Birmanie        | Laos                | Thaïlande    |                                     | 20° 21′ 10″ N, 100° 54′ 10″ E |
| Cambodge        | Laos                | Thaïlande    |                                     | 14° 20′ 10″ N, 105° 12′ 50″ E |
| Cambodge        | Laos                | Viêt Nam     |                                     | 14° 41′ 10″ N, 107° 32′ 40″ E |
| Chine           | Corée du Nord       | Russie       | Tripoint Chine-Corée du Nord-Russie | 42° 25′ 25″ N, 130° 36′ 50″ E |
| Chine           | Inde                | Népal        | Est : pic Jongsong                  | 27° 31′ 50″ N, 88° 48′ 00″ E  |
| Chine           | Inde                | Népal        | Ouest                               | 30° 12′ 30″ N, 81° 32′ 30″ E  |
| Chine           | Inde                | Pakistan     | Siachen                             | 35° 11′ 40″ N, 76° 57′ 35″ E  |
| Chine           | Kazakhstan          | Kirghizistan |                                     | 42° 13′ 15″ N, 80° 14′ 45″ E  |
| Chine           | Kazakhstan          | Russie       |                                     | 49° 06′ 00″ N, 87° 18′ 45″ E  |
| Chine           | Kirghizistan        | Tadjikistan  |                                     | 39° 27′ 50″ N, 73° 39′ 35″ E  |
| Chine           | Laos                | Viêt Nam     |                                     | 22° 24′ 00″ N, 102° 09′ 00″ E |
| Chine           | Mongolie            | Russie       | Est                                 | 49° 50′ 15″ N, 116° 42′ 15″ E |
| Chine           | Mongolie            | Russie       | Ouest                               | 49° 08′ 05″ N, 87° 35′ 40″ E  |
| Cisjordanie     | Israël              | Jordanie     | Nord                                | 32° 23′ 20″ N, 35° 33′ 15″ E  |
| Cisjordanie     | Israël              | Jordanie     | Sud (mer Morte)                     | 31° 29′ 35″ N, 35° 28′ 40″ E  |
| Irak            | Iran                | Turquie      |                                     | 37° 08′ 55″ N, 44° 48′ 15″ E  |
| Irak            | Jordanie            | Syrie        |                                     | 33° 22′ 00″ N, 38° 47′ 40″ E  |
| Irak            | Syrie               | Turquie      |                                     | 37° 06′ 40″ N, 42° 21′ 50″ E  |
| Israël          | Jordanie            | Syrie        | Golan                               | 32° 45′ 30″ N, 35° 47′ 55″ E  |
| Israël          | Liban               | Syrie        | Golan                               | 33° 20′ 30″ N, 35° 48′ 20″ E  |
| Kazakhstan      | Kirghizistan        | Ouzbékistan  |                                     | 42° 15′ 30″ N, 70° 56′ 20″ E  |
| Kazakhstan      | Ouzbékistan         | Turkménistan |                                     | 41° 19′ 05″ N, 56° 00′ 00″ E  |
| Kirghizistan    | Ouzbékistan         | Tadjikistan  |                                     | 40° 13′ 40″ N, 70° 58′ 05″ E  |

#### Europe
L'Europe compte 46 tripoints internationaux.
Plusieurs triplets d'États possèdent deux tripoints distincts. C'est le cas de :
- Andorre — Espagne — France (à l'ouest et à l'est d'Andorre) ;
- Autriche — Liechtenstein — Suisse (au nord et au sud du Liechtenstein) ;
- Moldavie — Roumanie — Ukraine (au nord et au sud de la Moldavie).

| Pays n° 1          | Pays n° 2          | Pays n° 3          | Localisation                                   | Coordonnées                  |
| ------------------ | ------------------ | ------------------ | ---------------------------------------------- | ---------------------------- |
| Albanie            | Grèce              | Macédoine du Nord  | Lac Prespa                                     | 40° 51′ 05″ N, 20° 59′ 00″ E |
| Albanie            | Macédoine du Nord  | Serbie             | Kosovo                                         | 41° 52′ 50″ N, 20° 35′ 45″ E |
| Albanie            | Monténégro         | Serbie             | Kosovo                                         | 42° 33′ 09″ N, 20° 04′ 42″ E |
| Allemagne          | Autriche           | République tchèque |                                                | 48° 46′ 15″ N, 13° 50′ 20″ E |
| Allemagne          | Autriche           | Suisse             | Lac de Constance                               | 47° 31′ 45″ N, 9° 36′ 40″ E  |
| Allemagne          | Belgique           | Luxembourg         | Monument de l'Europe                           | 50° 07′ 45″ N, 6° 08′ 15″ E  |
| Allemagne          | Belgique           | Pays-Bas           | Vaalserberg                                    | 50° 45′ 16″ N, 6° 01′ 16″ E  |
| Allemagne          | France             | Luxembourg         | Schengen, tripoint Allemagne-France-Luxembourg | 49° 28′ 10″ N, 6° 22′ 00″ E  |
| Allemagne          | France             | Suisse             | Bâle, Dreiländereck                            | 47° 35′ 25″ N, 7° 35′ 20″ E  |
| Allemagne          | Pologne            | République tchèque | Hrádek nad Nisou / Zittau / Porajów            | 50° 52′ 15″ N, 14° 49′ 20″ E |
| Andorre            | Espagne            | France             | Est                                            | 42° 30′ 10″ N, 1° 43′ 30″ E  |
| Andorre            | Espagne            | France             | Pic de Médécourbe                              | 42° 36′ 05″ N, 1° 26′ 30″ E  |
| Autriche           | Hongrie            | Slovaquie          |                                                | 48° 41′ 38″ N, 17° 09′ 40″ E |
| Autriche           | Hongrie            | Slovénie           |                                                | 46° 52′ 10″ N, 16° 06′ 50″ E |
| Autriche           | Italie             | Slovénie           | Arnoldstein                                    | 46° 31′ 20″ N, 13° 42′ 50″ E |
| Autriche           | Italie             | Suisse             |                                                | 46° 51′ 15″ N, 10° 28′ 10″ E |
| Autriche           | Liechtenstein      | Suisse             | Nord                                           | 47° 16′ 10″ N, 9° 31′ 50″ E  |
| Autriche           | Liechtenstein      | Suisse             | Sud                                            | 47° 03′ 39″ N, 9° 36′ 25″ E  |
| Autriche           | République tchèque | Slovaquie          |                                                | 48° 37′ 00″ N, 16° 56′ 25″ E |
| Belgique           | France             | Luxembourg         | Tripoint Belgique-France-Luxembourg            | 49° 32′ 45″ N, 5° 49′ 05″ E  |
| Biélorussie        | Lettonie           | Lituanie           |                                                | 55° 40′ 45″ N, 26° 38′ 00″ E |
| Biélorussie        | Lettonie           | Russie             |                                                | 56° 09′ 45″ N, 28° 09′ 25″ E |
| Biélorussie        | Lituanie           | Pologne            |                                                | 53° 57′ 15″ N, 23° 31′ 00″ E |
| Biélorussie        | Pologne            | Ukraine            |                                                | 51° 30′ 15″ N, 23° 37′ 30″ E |
| Biélorussie        | Russie             | Ukraine            |                                                | 52° 07′ 00″ N, 31° 46′ 50″ E |
| Bosnie-Herzégovine | Croatie            | Monténégro         |                                                | 42° 33′ 45″ N, 18° 27′ 00″ E |
| Bosnie-Herzégovine | Croatie            | Serbie             |                                                | 44° 51′ 22″ N, 19° 01′ 15″ E |
| Bosnie-Herzégovine | Monténégro         | Serbie             |                                                | 44° 51′ 22″ N, 19° 01′ 15″ E |
| Bulgarie           | Grèce              | Macédoine du Nord  |                                                | 41° 20′ 35″ N, 22° 56′ 40″ E |
| Bulgarie           | Grèce              | Turquie            |                                                | 41° 42′ 45″ N, 26° 21′ 05″ E |
| Bulgarie           | Macédoine du Nord  | Serbie             |                                                | 42° 18′ 45″ N, 22° 21′ 35″ E |
| Bulgarie           | Roumanie           | Serbie             |                                                | 44° 12′ 50″ N, 22° 44′ 30″ E |
| Croatie            | Hongrie            | Serbie             |                                                | 45° 55′ 15″ N, 18° 53′ 40″ E |
| Croatie            | Hongrie            | Slovénie           |                                                | 46° 28′ 05″ N, 16° 36′ 40″ E |
| Estonie            | Lettonie           | Russie             | Võrumaa / Aluksne                              | 57° 31′ 30″ N, 27° 21′ 05″ E |
| Finlande           | Norvège            | Russie             | Øvre Pasvik                                    | 69° 03′ 12″ N, 28° 55′ 47″ E |
| Finlande           | Norvège            | Suède              | Cairn des Trois Royaumes                       | 69° 03′ 35″ N, 20° 32′ 40″ E |
| France             | Italie             | Suisse             | Mont Dolent                                    | 45° 55′ 21″ N, 7° 02′ 46″ E  |
| Hongrie            | Roumanie           | Serbie             |                                                | 46° 07′ 25″ N, 20° 15′ 05″ E |
| Hongrie            | Roumanie           | Ukraine            |                                                | 47° 57′ 15″ N, 22° 53′ 50″ E |
| Hongrie            | Slovaquie          | Ukraine            |                                                | 48° 24′ 20″ N, 22° 08′ 25″ E |
| Lituanie           | Pologne            | Russie             |                                                | 54° 21′ 45″ N, 22° 47′ 25″ E |
| Moldavie           | Roumanie           | Ukraine            | Nord : Briceni                                 | 48° 15′ 50″ N, 26° 37′ 30″ E |
| Moldavie           | Roumanie           | Ukraine            | Sud : Reni                                     | 45° 28′ 00″ N, 28° 12′ 50″ E |
| Pologne            | République tchèque | Slovaquie          |                                                | 49° 31′ 05″ N, 18° 50′ 55″ E |
| Pologne            | Slovaquie          | Ukraine            | Kremenec                                       | 49° 05′ 05″ N, 22° 33′ 21″ E |

### Par pays
La liste suivante regroupe 134 entités géographiques qui possèdent au moins un tripoint avec deux autres (131 pays généralement reconnus, ainsi que la bande de Gaza, la Cisjordanie et le Sahara occidental). 62 pays ne possèdent aucun tripoint.
| Pays                | Tripoints |
| ------------------- | --------- |
| Rép. pop. de Chine  | 16        |
| Russie              | 11        |
| Autriche            | 9         |
| Azerbaïdjan         | 9         |
| Brésil              | 9         |
| Rép. dem. du Congo  | 9         |
| Serbie              | 8         |
| Soudan              | 8         |
| Zambie              | 8         |
| Allemagne           | 7         |
| France              | 7         |
| Hongrie             | 7         |
| Inde                | 7         |
| Iran                | 7         |
| Mali                | 7         |
| Niger               | 7         |
| Tanzanie            | 7         |
| Ukraine             | 7         |
| Afghanistan         | 6         |
| Algérie             | 6         |
| Burkina Faso        | 6         |
| Kazakhstan          | 6         |
| Mozambique          | 6         |
| Pologne             | 6         |
| Slovaquie           | 6         |
| Suisse              | 6         |
| Tchad               | 6         |
| Turquie             | 6         |
| Afrique du Sud      | 5         |
| Arménie             | 5         |
| Biélorussie         | 5         |
| Bolivie             | 5         |
| Cameroun            | 5         |
| Éthiopie            | 5         |
| Guinée              | 5         |
| Irak                | 5         |
| Israël              | 5         |
| Jordanie            | 5         |
| Laos                | 5         |
| Libye               | 5         |
| Macédoine du Nord   | 5         |
| Ouganda             | 5         |
| Ouzbékistan         | 5         |
| Rép. centrafricaine | 5         |
| Roumanie            | 5         |
| Turkménistan        | 5         |
| Arabie saoudite     | 4         |
| Argentine           | 4         |
| Birmanie            | 4         |
| Botswana            | 4         |
| Bulgarie            | 4         |
| Côte d'Ivoire       | 4         |
| Croatie             | 4         |
| Kenya               | 4         |
| Kirghizistan        | 4         |
| Monténégro          | 4         |
| Pérou               | 4         |
| Rép. du Congo       | 4         |
| Rép. tchèque        | 4         |
| Rwanda              | 4         |
| Syrie               | 4         |
| Tadjikistan         | 4         |
| Zimbabwe            | 4         |
| Albanie             | 3         |
| Angola              | 3         |
| Belgique            | 3         |
| Bénin               | 3         |
| Bosnie-Herzégovine  | 3         |
| Burundi             | 3         |
| Colombie            | 3         |
| Géorgie             | 3         |
| Grèce               | 3         |
| Italie              | 3         |
| Lettonie            | 3         |
| Lituanie            | 3         |
| Luxembourg          | 3         |
| Malawi              | 3         |
| Mauritanie          | 3         |
| Namibie             | 3         |
| Nigeria             | 3         |
| Pakistan            | 3         |
| Paraguay            | 3         |
| Sénégal             | 3         |
| Slovénie            | 3         |
| Andorre             | 2         |
| Bhoutan             | 2         |
| Cambodge            | 2         |
| Chili               | 2         |
| Cisjordanie         | 2         |
| Djibouti            | 2         |
| Égypte              | 2         |
| Érythrée            | 2         |
| Espagne             | 2         |
| Finlande            | 2         |
| Gabon               | 2         |
| Ghana               | 2         |
| Guatemala           | 2         |
| Guyana              | 2         |
| Kosovo              | 2         |
| Liberia             | 2         |
| Liechtenstein       | 2         |
| Moldavie            | 2         |
| Mongolie            | 2         |
| Népal               | 2         |
| Norvège             | 2         |
| Oman                | 2         |
| Sahara occidental   | 2         |
| Somalie             | 2         |
| Suriname            | 2         |
| Swaziland           | 2         |
| Thaïlande           | 2         |
| Togo                | 2         |
| Venezuela           | 2         |
| Viêt Nam            | 2         |
| Bande de Gaza       | 1         |
| Bangladesh          | 1         |
| Belize              | 1         |
| Corée du Nord       | 1         |
| Émirats arabes unis | 1         |
| Équateur            | 1         |
| Estonie             | 1         |
| Guinée équatoriale  | 1         |
| Guinée-Bissau       | 1         |
| Honduras            | 1         |
| Koweït              | 1         |
| Liban               | 1         |
| Maroc               | 1         |
| Mexique             | 1         |
| Pays-Bas            | 1         |
| Sierra Leone        | 1         |
| Suède               | 1         |
| Tunisie             | 1         |
| Uruguay             | 1         |
| Yémen               | 1         |